# Thyridanthrax idolus
Thyridanthrax idolus är en tvåvingeart som beskrevs av Hesse 1956. Thyridanthrax idolus ingår i släktet Thyridanthrax och familjen svävflugor. Inga underarter finns listade i Catalogue of Life.